# El Museo Mexicano

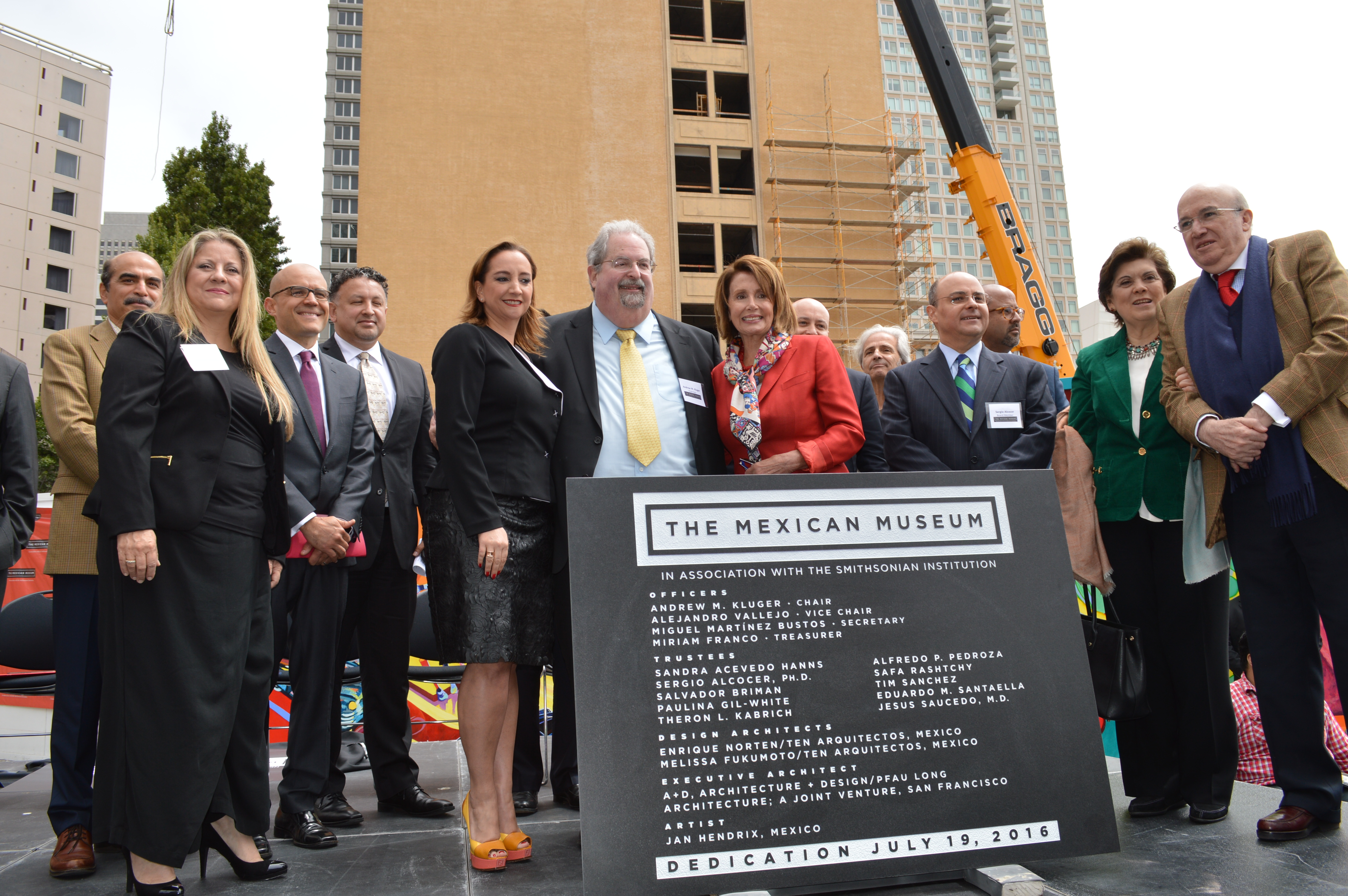
La congresista Pelosi se une a la palada inicial para el futuro hogar del Museo Mexicano.

El Museo Mexicano, también llamado The Mexican Museum, está ubicado en San Francisco, California, en los Estados Unidos.

## Historia
El museo fue fundado en 1975 por Peter Rodríguez, un artista de San Francisco, y es la realización de su visión, que fue crear una institución en los Estados Unidos de América donde estuviera representada la expresión estética de la población mexicana y mexicano-estadounidense. Desde entonces, el museo ha expandido esta visión para reflejar la evolución de la experiencia mexicana, chicana y latina. A través de este lente cultural, se generan nuevas perspectivas de culturas americanas e internacionales que generan puentes a la vida y experiencia pública. El museo tiene una colección permanente de más de 14 000 objetos, entre ellos: prehispánico, colonial, popular; moderno mexicano y latino, y arte contemporáneo mexicano, latino y chicano.
Se trata de una institución de primera voz que utiliza la expresión cultural latina como un objetivo para examinar las experiencias paralelas compartidas por las numerosas comunidades culturales que constituyen América. Su filosofía crece a partir de la idea de que una comunidad está compuesta por muchas influencias, historias y experiencias. A medida que el mundo aspira a una mayor comprensión y reconocimiento entre las culturas, el arte sigue siendo uno de los idiomas más perdurables de la historia, proporcionando un vehículo importante para reinterpretar el pasado, exponiendo el presente y aludiendo al futuro.